# Catenoy
Catenoy [katnwa] ist eine französische Gemeinde mit 1.080 Einwohnern (Stand: 1. Januar 2022) im Département Oise in der Region Hauts-de-France. Sie gehört zum Arrondissement Clermont, zum Kanton Clermont und zum Gemeindeverband Clermontois. Die Einwohner werden Catenoysiens genannt.

## Geographie
Die Gemeinde Catenoy liegt elf Kilometer nördlich von Creil und etwa 58 Kilometer nordnordöstlich von Paris. Umgeben wird Catenoy von den Nachbargemeinden Maimbeville im Norden, Épineuse im Nordosten, Sacy-le-Grand im Osten und Südosten, Labruyère im Süden, Bailleval im Südwesten sowie Nointel im Westen.
Durch die Gemeinde führt die Route nationale 31.

## Bevölkerungsentwicklung
| Jahr                       | 1962 | 1968 | 1975 | 1982 | 1990 | 1999 | 2006 | 2013 | 2021 |
| Einwohner                  | 642  | 625  | 749  | 763  | 1052 | 1094 | 1087 | 1017 | 1054 |
| Quellen: Cassini und INSEE |      |      |      |      |      |      |      |      |      |

## Sehenswürdigkeiten
- Römisches Oppidum um ein Lager Cäsars, Monument historique seit 1988
- Kirche Saint-Michel-et-Saint-Vaast aus dem 12. Jahrhundert, Monument historique seit 1913
- Kapelle in der Komtur von Saint-Antoine, 1095 begründet

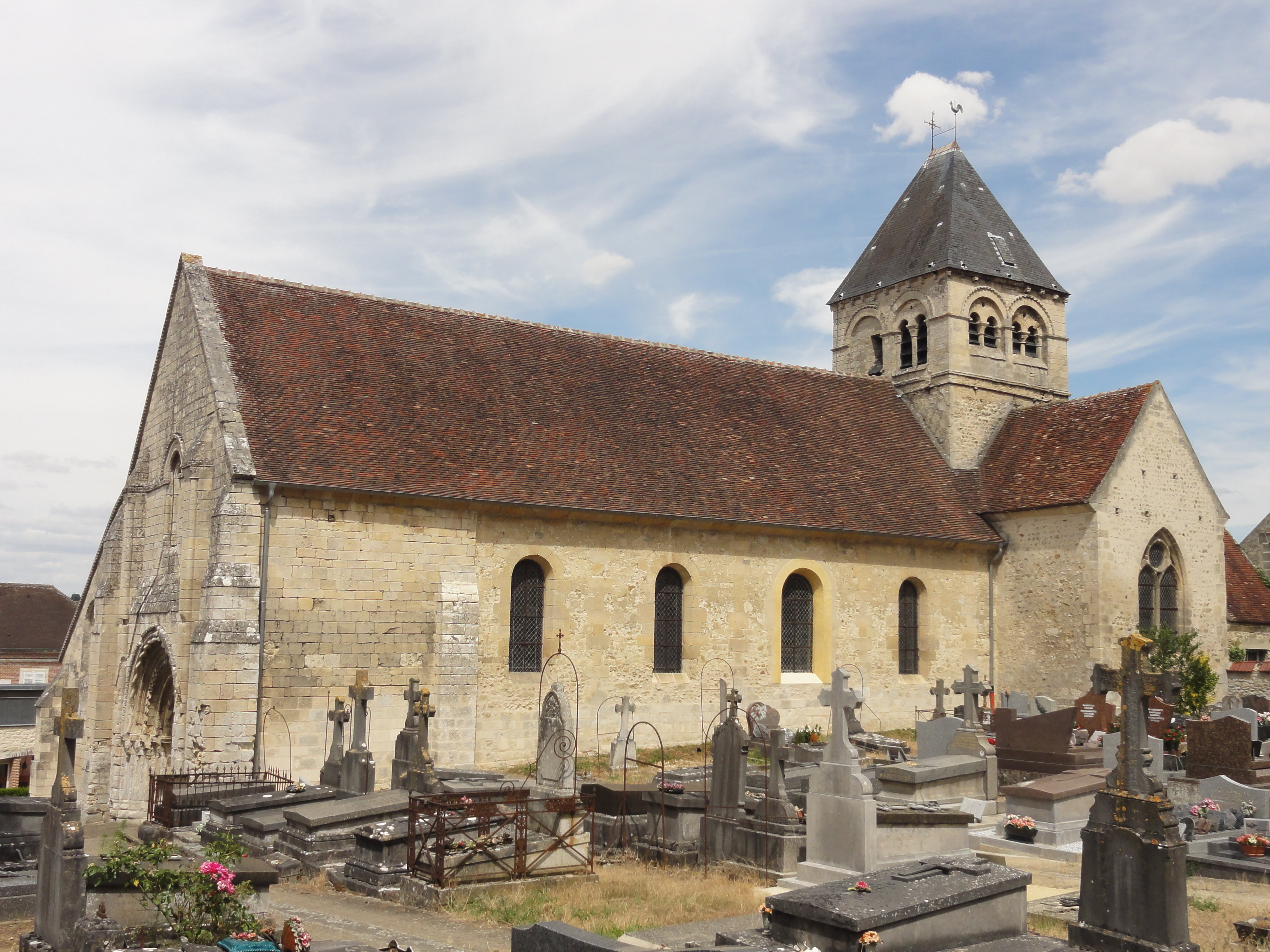
Kirche Saint-Michel-et-Saint-Vaast
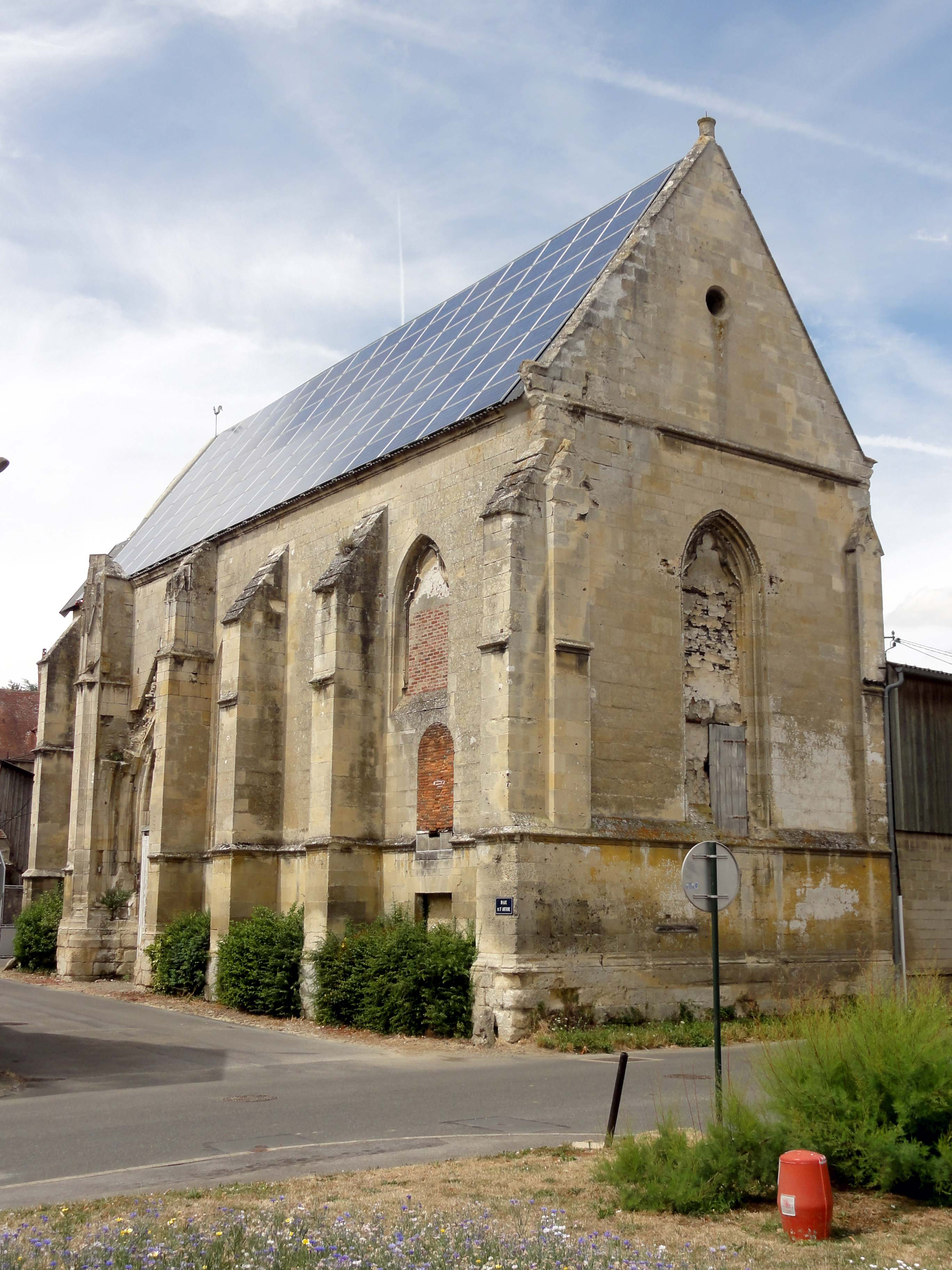
Ehemalige Kapelle der Komtur von Saint-Antoine
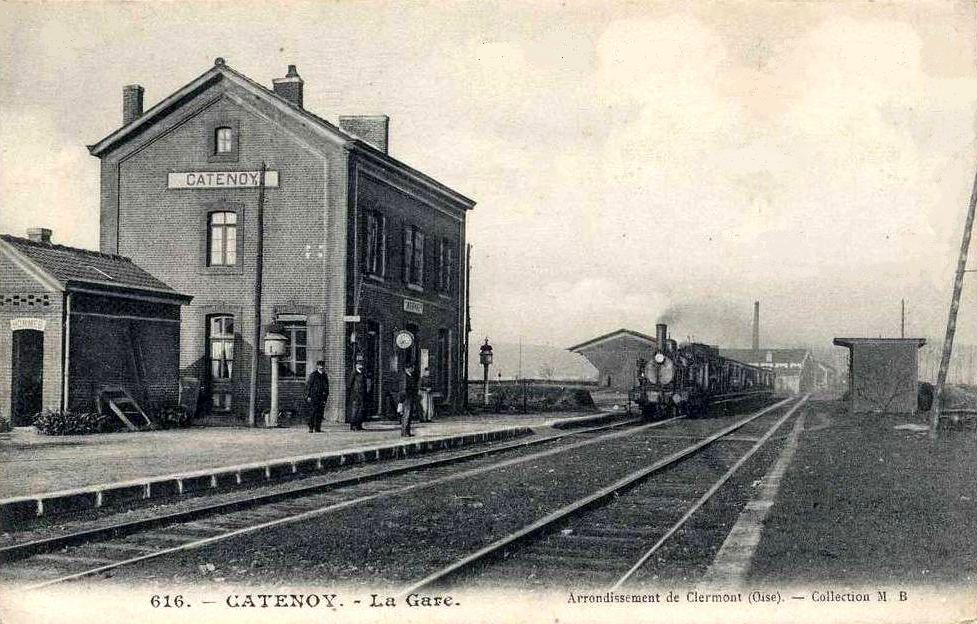
Bahnhof Catenoy Anfang des 20. Jahrhunderts
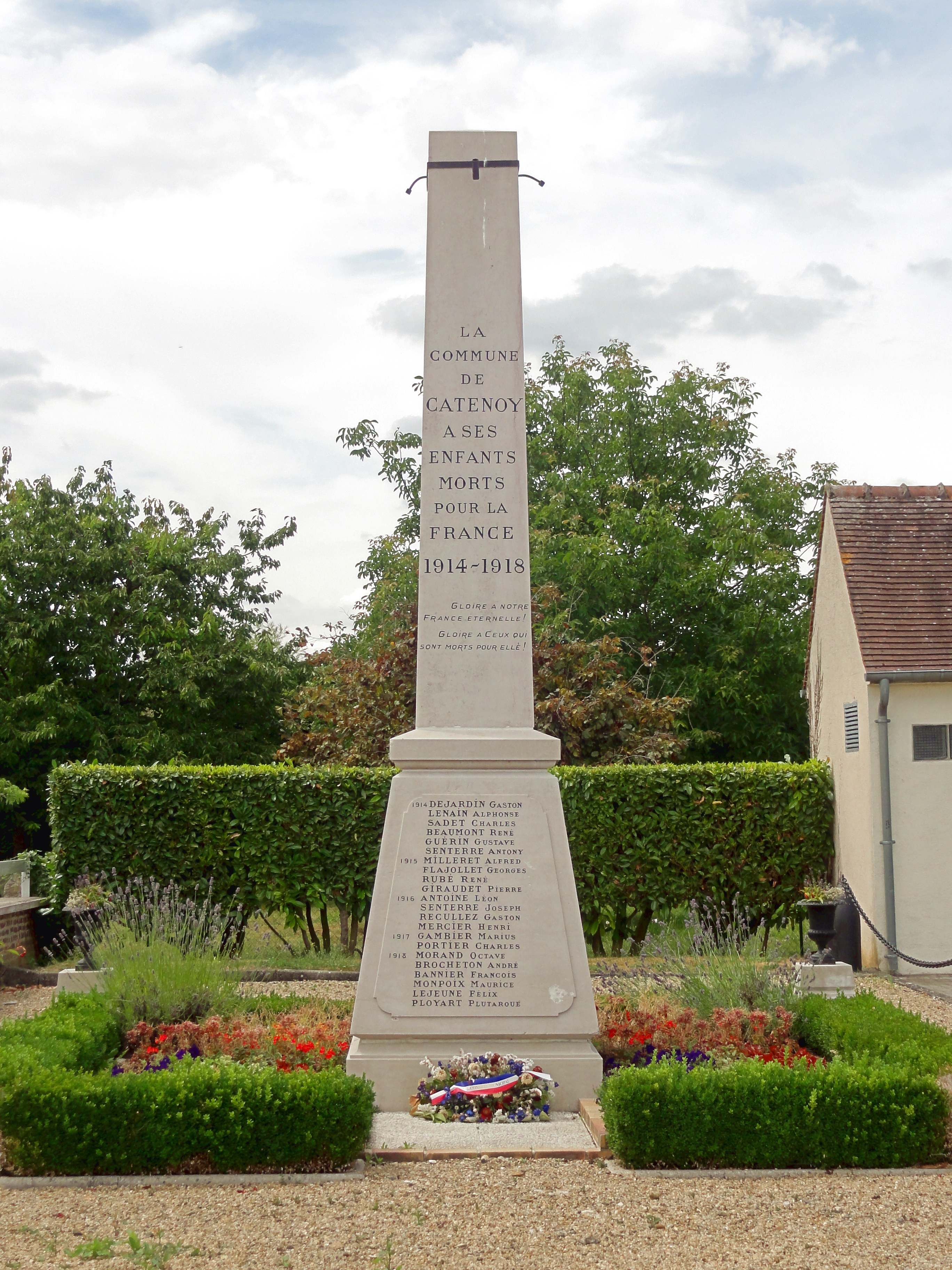
Gefallenendenkmal
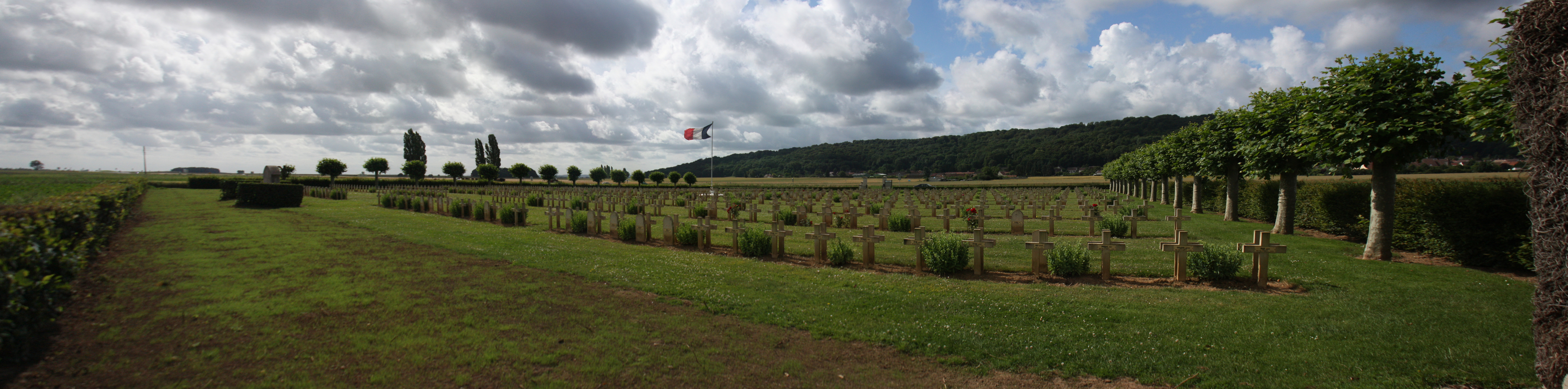
Nationaler Soldatenfriedhof